# Pentathlon (athlétisme)
Pour les articles homonymes, voir Pentathlon.
Le pentathlon est une discipline de l'athlétisme appartenant à la catégorie des épreuves combinées. D'abord uniquement masculine au début du XXe siècle et se déroulant en un jour, elle est devenue quasi uniquement une épreuve féminine en salle, comprenant cinq épreuves. Le mot pentathlon provient de la racine grecque penta (cinq) et athlon (compétition).
Ce pentathlon est donc devenu une variante de l'heptathlon féminin, disputée en salle, où l'espace disponible ne permet pas à certaines épreuves d'être organisées (le lancer du javelot, par exemple).
Les compétitrices cumulent des points calculés à partir des performances obtenues dans chacune des épreuves. Une fois toutes les épreuves terminées, la gagnante est celle qui a le plus de points.

## Pentathlon en salle

### Épreuves

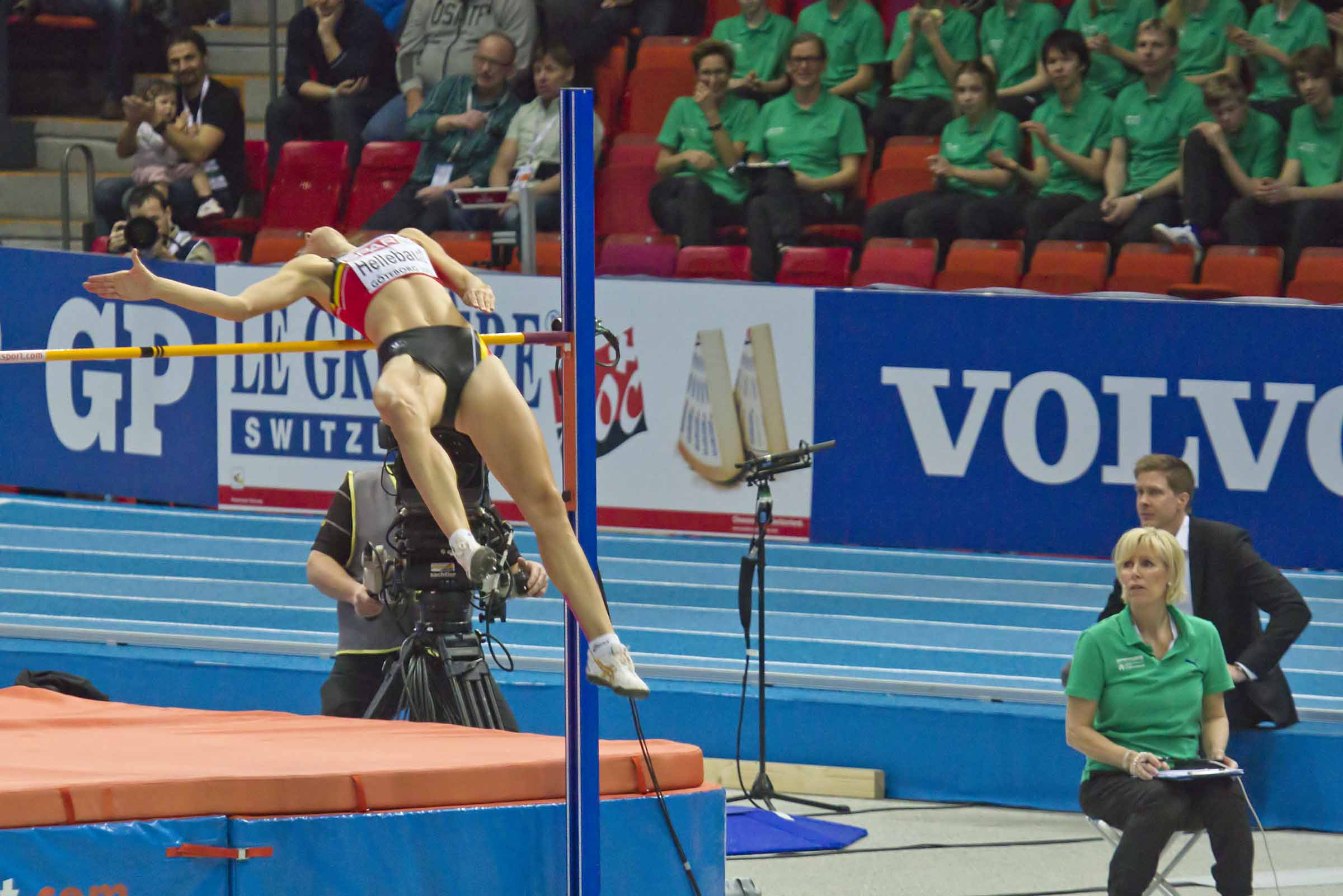
Le saut en hauteur, deuxième épreuve féminine du pentathlon.

Le pentathlon féminin, disputé en salle, comprend cinq épreuves constituées de deux courses, deux sauts et un lancer.
Chaque athlète remporte des points selon la performance réalisée pour chaque épreuve. Ainsi, les compétitrices effectuent la totalité des épreuves jusqu’à la désignation du vainqueur : l’athlète qui accumule le plus grand nombre de points gagne la compétition. 
Les épreuves disputées le même jour sont les suivantes :
| 1 | 60 mètres haies  |
| 2 | Saut en hauteur  |
| 3 | Lancer du poids  |
| 4 | Saut en longueur |
| 5 | 800 mètres       |

### Records
Le record du monde féminin du pentathlon est détenu par la Belge Nafissatou Thiam qui établit un total de 5 055 points le 3 mars 2023 à Istanbul à l'occasion des championnats d'Europe en salle

#### Records continentaux
| Continent                                                 | Femmes (au 14 juillet 2024) | Femmes (au 14 juillet 2024) | Femmes (au 14 juillet 2024) | Femmes (au 14 juillet 2024) |
| Continent                                                 | Points                      | Athlète                     | Nation                      | Date                        |
| --------------------------------------------------------- | --------------------------- | --------------------------- | --------------------------- | --------------------------- |
| Afrique (records)                                         | 4 558 pts                   | Eunice Barber               | Sierra Leone                | 7 mars 1997                 |
| Asie (records)                                            | 4 582 pts                   | Olga Rypakova               | Kazakhstan                  | 10 février 2006             |
| Europe (records)                                          | 5 055 pts                   | Nafissatou Thiam            | Belgique                    | 3 mars 2023                 |
| Amérique du Nord, Amérique centrale et Caraïbes (records) | 5 004 pts                   | Anna Hall                   | États-Unis                  | 16 février 2023             |
| Océanie (records)                                         | 4 490 pts                   | Jane Jamieson               | Australie                   | 5 mars 1999                 |
| Amérique du Sud (records)                                 | 4 292 pts                   | Vanessa Spinola             | Brésil                      | 14 février 2016             |

### Performances
| Points    | Athlète                   | Date            | Lieu        | 60mH   | SH     | LP      | SL     | 800m          |
| --------- | ------------------------- | --------------- | ----------- | ------ | ------ | ------- | ------ | ------------- |
| 5 055 pts | Nafissatou Thiam          | 3 mars 2023     | Istanbul    | 8 s 23 | 1,92 m | 15,54 m | 6,59 m | 2 min 13 s 60 |
| 5014 pts  | Adrianna Sułek            | 3 mars 2023     | Istanbul    | 8 s 21 | 1,89 m | 13,89 m | 6,62 m | 2min 7 s 17   |
| 5 013 pts | Nataliya Dobrynska        | 9 mars 2012     | Istanbul    | 8 s 38 | 1,84 m | 16,51 m | 6,57 m | 2 min 11 s 15 |
| 5 004 pts | Anna Hall                 | 16 février 2023 | Albuquerque | 8 s 04 | 1,91 m | 13,80 m | 6,34 m | 2 min 5 s 70  |
| 5 000 pts | Katarina Johnson-Thompson | 6 mars 2015     | Prague      | 8 s 18 | 1,95 m | 12,32 m | 6,89 m | 2 min 12 s 78 |

| Épreuve          | Performance  | Athlète                   | Date            | Lieu      |
| ---------------- | ------------ | ------------------------- | --------------- | --------- |
| 60 m haies       | 7 s 91       | Jessica Ennis             | 9 mars 2012     | Istanbul  |
| Saut en hauteur  | 1,99 m       | Tia Hellebaut             | 7 mars 2008     | Valence   |
| Lancer du poids  | 20,27 m      | Eva Wilms                 | 30 janvier 1977 | Berlin    |
| Saut en longueur | 6,89 m       | Katarina Johnson-Thompson | 6 mars 2015     | Prague    |
| 800 m            | 2 min 4 s 42 | Ester Goossens            | 9 février 1997  | Francfort |

## Pentathlon en plein air

### Féminin
Le pentathlon féminin en plein air a fait partie du programme des Jeux olympiques de 1964 à 1980, avant d'être remplacé par l'heptathlon en 1984. Il a fait l'objet d'un record du monde de 1950 à 1980.
Les épreuves disputées étaient les suivantes :
- 80 mètres haies (100 mètres haies à partir de 1969)
- Lancer du poids
- Saut en hauteur
- Saut en longueur
- 200 mètres (800 mètres à partir de 1977)

### Masculin
Le pentathlon masculin a été disputé lors des Jeux olympiques de 1912, 1920 et 1924. Les épreuves, disputées sur un seul jour, étaient successivement le saut en longueur, le lancer du javelot, le 200 m, le lancer du disque et le 1 500 m.